# Euzetes aterrimus
Euzetes aterrimus är en kvalsterart som först beskrevs av Koch 1844.  Euzetes aterrimus ingår i släktet Euzetes och familjen Ceratozetidae. Inga underarter finns listade i Catalogue of Life.